# مارجو گورتنر
مارجو گورتنر (انگلیسی: Marjoe Gortner؛ زادهٔ ۱۴ ژانویهٔ ۱۹۴۴) Christian revivalist، هنرپیشه اهل ایالات متحده آمریکا است.
از فیلم‌ها یا برنامه‌های تلویزیونی که وی در آن نقش داشته‌است می‌توان به جنگ ستارگان ورای بعد سوم، نینجای آمریکایی ۳: شکار خونین، زمین‌لرزه، بیل وحشی، مارجو، غذای خدایان و آرامگاه یادمانی اشاره کرد.